# Tašlich

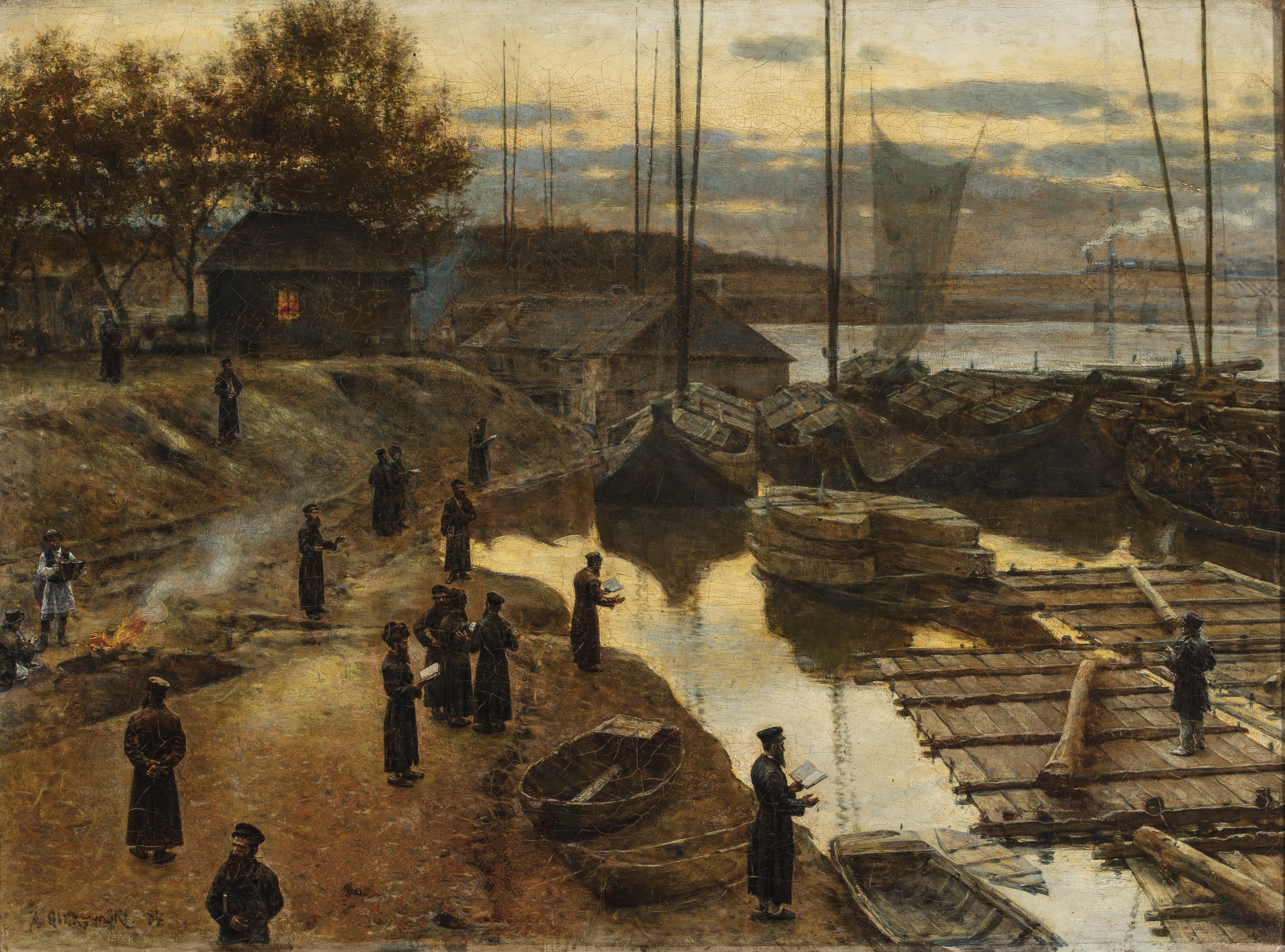
Polští Židé u řeky během rituálu tašlich

Tašlich (hebrejsky תשליך‎, doslova „odhodíš“) je výraz označující symbolické odhození hříchů na Roš ha-šana na znamení individuálního pokání. Kořeny tohoto zvyku bývají datovány do raného středověku. Mnozí velcí učenci (např. Gaon z Vilna) dokonce tento zvyk v minulosti zavrhovali a označovali jej jako pověrčivý zvyk. V řadě komunit je ale dnes praktikován.

## Popis
Tašlich se koná první den svátku Roš ha-šana, obvykle po odpolední bohoslužbě (mincha), nebo druhého dne, jestliže první připadne na šabat. Spočívá ve shromáždění se u vod řeky, rybníka nebo moře, do kterých symbolicky odhazujeme své hříchy a odříkání pasáží proroctví:
| „                 | Kdo je Bůh jako ty, který snímá nepravost, promíjí nevěrnost pozůstatku svého dědictví! Nesetrvává ve svém hněvu, neboť si oblíbil milosrdenství. Opět se nad námi slituje, rozšlape naše nepravosti. Do mořských hlubin vhodíš všechny jejich hříchy, prokážeš věrnost Jákobovi, milosrdenství Abrahamovi, jak jsi za dnů pradávných přísahal našim otcům. | “ |
| — Micheáš 7:18-20 | |   |

Jako vysvětlení tohoto zvyku můžeme uvést proroctví Micheáše. Samotné odříkání tohoto proroctví však není nic platné, pokud si dotyčný nevezme jeho obsah a smysl k srdci. Existují ale i jiné názory, proč se chodí o Roš ha-šana k vodě. Jeden z názorů je ten, že v minulosti bývali židovští králové korunováni u vody (Roš ha-šana je den korunovace). Další názor je poukázání na pokoru, jež voda představuje svým stálým směřováním dolů, k zemi. Další za důležitou chápou přítomnost ryb, které jsou symbolem úspěšného nového roku.
Zvyk recitovat tašlich není založen na starověkých pramenech, vznikl teprve ve středověku mezi Aškenázy, i když se od té doby rozšířil mezi většinu židovských komunit. Lidé si často plní kapsy drobky, které po odříkání veršů vysypou do vody, aby se zdůraznilo „odhození“ přestupků kajícího se hříšníka.